# 郎廷佐
郎廷佐（穆麟德轉寫：lang ting dzo；？—1676年），字一柱，清朝官員。漢軍鑲藍旗人。世籍廣寧。父親郎熙載。郎廷佐是熙載的次子。長兄是郎廷輔。弟弟郎廷相，清史稿有記載。

## 生平
早年自官學生授內院筆帖式，被拔擢為大清國史院侍讀。
順治三年，跟隨肅親王豪格征伐四川，平定張獻忠之亂。
順治六年，又跟隨英親王阿濟格討伐叛將姜瓖。之後遷任秘書院學士。
順治十一年，被授予江西巡撫。江西自明朝末年屢遭兵亂，稅賦鉅萬。廷佐多次上疏請求紓緩民間困苦，得到朝廷允諾。之後，土匪洪國柱等人騷擾饒州、廣信，廷佐遣兵剿平之。
順治十二年（1655年），被拔擢為江南江西總督。順治十三年（1656年）上任。
順治十六年（1659年），巡閱江海，因密疏言：「鄭成功屯聚海島，將犯江南。江南汛兵無多，水師舟楫未備，請調發鄰省勁兵防禦。」事格不行。未幾，成功陷鎮江，襲瓜洲，遂窺江寧，城守單弱。會梅勒額真噶楚哈、瑪爾賽自貴州旋師，廷佐與駐防總管喀喀木邀入城共禦敵，挫其前鋒，得舟二十餘。成功兵大至，戰艦蔽江，廷佐登埤固守。提督管效忠、總兵梁化鳳等水陸夾擊，焚敵艦五百餘，擒斬無算，鄭成功等部遁入海回到金門。清軍大捷的消息傳到朝廷，朝廷下詔嘉獎。
順治十八年（1661年），分江南江西總督為二，以廷佐專督江南，稱江南總督，另設江西總督，由張朝璘擔任。
康熙四年（1665年）五月，重新任兩江總督。
康熙七年，以疾病解任。之後致仕，又到大學士金之俊家居，得匿名書帖，詆其曾降李自成，之俊訴廷佐，令有司窮治。上聞，慮株連無辜，責之俊違例妄訴，廷佐俟病痊起用，鐫二秩。
康熙十三年，耿精忠反叛，朝廷授廷佐福建總督。廷佐奏言：「臣孫為耿氏婿，臣與精忠有連。然誓不與賊俱生，原力疾前驅，殲除叛寇。」上嘉之，賜鞍馬、甲冑以寵其行。廷佐至浙江，從大將軍康親王傑書治軍，駐金華。疏陳精忠句結海寇，宜剿撫兼施。上曰：「海寇當撫，精忠當用剿，或用間。」廷佐頗有規畫，未及行。
康熙十五年，卒於軍，賜祭葬。江南、江西俱祀名宦。

## 家族
父親郎熙載是大明諸生。努爾哈赤攻克廣寧時，郎熙載降清，被授予防禦等武官職務，後以軍功得到世襲游擊的軍職。

## 延伸阅读
[在维基数据编辑]
 《清史稿·卷316》
 《清史稿/卷273》，出自趙爾巽《清史稿》